# Landerrouat
Landerrouat é uma comuna francesa na região administrativa da Nova Aquitânia, no departamento da Gironda. Estende-se por uma área de 4,95 km². Em 2010 a comuna tinha 216 habitantes (densidade: 43,6 hab./km²).